# 901 ق م
901 ق م أو 901 قبل الميلاد هي سنة من العقد 90 ق م في التقويم اليولياني البروليبتي (التقويم الميلادي). تسبقها سنة 902 ق م وتليها سنة 900 ق م.

## أحداث
- القرن 9 ق م

## مواليد
- بامي
- آشور دان الثالث
- شمشي إيلو
- شلمنصر الرابع
- هوميروس
- شلمنصر الثالث
- شيشنق الثالث
- اليسع
- شيشنق الثاني
- كارانوس بن تيمينوس
- اوسركون الثالث
- بابا أخا إيدينا
- أداد نيراري الثالث
- عثليا
- الارا النوبي
- شيشنق الرابع
- شمشي أدد الخامس
- بيدوباست الأول

## وفيات
- بابا أخا إيدينا
- كاروماما الأولى

## كتب
- Yves Denis Papin (1998). Chronologie de l'histoire ancienne. Lieu de publication non identifié: Éditions Jean-paul Gisserot. ISBN:2-87747-346-5. OCLC:40746926. مؤرشف من الأصل في 2022-03-16.
- أحمد محمد عوف (2000)، موسوعة حضارة العالم، QID:Q12246226

## وصلات خارجية
- صفحة السنة على موقع onthisday.com
- سنة 901 ق م على موقع المكتبة الوطنية الفرنسية